# 喜高善
喜高善（日語：アドマイヤコジーン），是日本純種競賽馬匹。生涯活躍於一哩賽事，曾勝出1998年朝日盃三歲錦標及2002年安田紀念。

## 出賽前
1996年4月8日出身於北海道大樹町大樹牧場，所有權歸於母系之馬主近藤利一旗下。
其後交由栗東訓練中心練馬師橋田滿訓練。

## 競賽生涯

### 3歲（現2歲）
1998年10月17日出戰京都競馬場3歲新馬戰。本次比賽其漏閘下於後方追走，加上馬場狀態爲大爛地，其不斷加速下仍然無法挽回劣勢，最終以第三完賽。
11月1日出戰另外一場3歲新馬戰，改由羅拔時策騎。比賽開始後，其選擇於第二的先頭位置推進，進入直路時候經已處於領先，最終繼續加速衝刺下拋離後方9馬位取得首勝。
其後出戰東京體育盃三歲錦標，比賽途中繼續採用先行戰術於約莫第五的位置推進，進入對面直路後開始加速逐步爬升至第二的位置。進入直路後，雖然其於比賽途中不斷加速，但於直路上仍有餘力爆發出全場最佳末腳，最終以1 1/2馬位優勢取得首個分級賽冠軍。
12月13日出戰朝日盃三歲錦標，賽前獲得第一人氣。比賽開始後，其處於中團位置展開推進，並以約莫第六進入最後直路。進入直路後，其隨即加速衝刺迫近前方的Eishin Cameron，兩駒於直路中段展開纏鬥，最終於喜高善率先透出下頸位擊敗對手取得首個一級賽冠軍。
年末，由於其成功贏得一級賽，以近乎全票的204票當選最佳3歲雄馬。

### 4歲（現3歲）
1999年1月21日，其於訓練後被發現右後腳不良行，檢查過後確認爲右後腳第一趾骨骨折。
1月24日醫療團隊爲其施行手術，採用螺絲固定骨頭裂開的部分，於術後進入長期休養，並於3月進入位於福島縣磐城市的溫泉療養設施接受治療。
8月的時候，其於北海道早來町（今安平町）北部牧場內再度接受手術，於其中切除部分籽骨。
最終，其4歲生涯全數於休養中度過，未有出戰任何賽事。

### 5歲（現4歲）
2000年春季其仍然處於休養狀態，於7月9日的公開賽UHB盃復出並獲得第四。
其後出戰五場分級賽函館紀念、札幌紀念、富士錦標、京阪盃及天狼星錦標，狀態未完全回復下分別獲得第六、第十一、第八、第八及第十一。
然而賽後被發現橈骨有骨膜炎症狀，再度進入休養狀態。

### 5歲[a]
2001年其以阪急盃作爲年度首戰，於其中跑獲一席不俗的第三。
但其後比賽表現較爲不穩，於打吡公爵挑戰盃取得第六後在福島民報盃回勇跑獲亞軍，但其後於栗東錦標及UHB盃表現再度下滑均於其中獲得第七。
7月1日出戰函館短途錦標，於比賽途中一直停留於後方位置，在直路上未能衝出之下以第十二大敗。
賽後其被發現右前腳的症狀惡化，甚至經已出現骨瘤，因而陣營安排其第三度進入休養。

### 6歲
2002年1月27日於東京新聞盃復出，賽前僅獲得第十人氣。比賽開始後，其隨即搶佔位置於前方展開推進，進入直路後繼續保持衝刺取得領先亦成功抵擋後上馬Divine Light之追擊，最終以1/2馬位壓贏對手，以爆冷姿態取得暌違3年1個月的勝利。
其後出戰阪急杯，於比賽途中繼續選擇先行戰術推進，進入直路後展現優秀的反應加速取得領先，其後繼續衝刺下成功拉開後方賽駒，以拋離後上馬Dantsu Cast 3 1/2馬位的姿態再下一城。
3月24日出戰高松宮紀念，但於其中未能阻止第三人氣的湘南之戰一放到底，最終以3 1/2馬位差距落敗得第二。
6月2日出戰安田紀念，由於本年度女皇盃冠軍榮進寶蹄、分級賽上位馬烈焰快駒及上年度一哩冠軍賽冠軍禪宗勝者均有出戰，因而其面對強敵之下僅獲得第七人氣。比賽開始後，其於領放馬機會之神後方推進，禪宗勝者處於中團位置，而烈焰快駒及榮進寶蹄則於後方追走。進入直路後，喜高善開始逐步加速，於最後200米超越失速的領放馬佔先，及後保持速度下成功抵擋外檔的烈焰快駒及大外檔的榮進寶蹄之追擊，以頸位壓贏對手爆冷取得第二個一級賽冠軍，亦爲騎師後藤浩輝帶來出道11年來、挑戰一級賽54次後的首個優勝。
夏季放草過後於9月29日出戰短途馬錦標，於直路一路和湘南之戰進行纏鬥，雖然於直路中段擺脫對手，但於最後50米時被內欄位置衝刺的信念超越，最終以1/2馬位憾負。
11月17日出戰一哩冠軍賽，本次比賽採取居中戰術下於約莫第七的位置推進，然而進入直路後未能進一步加速，最終亦以第七完賽。
其後陣營安排其遠征香港出戰香港一哩錦標，並而此作爲退役戰。比賽開始後，其選擇拿手的先行戰術於前方穩定推進，但進入直路稍顯力弱下未能最大程度衝刺，最終僅跑獲第四。
回國後按照計劃退役，並於12月24日取消日本中央競馬會的賽駒註冊。
年末，由於其勝出安田紀念並於春秋兩場短途一級賽均獲得第二的優秀戰績，因而於評選中獲得110票，以25票之差贏過信念奪得最佳短途馬頭銜。

### 詳細賽績
| 日期       | 舉辦國家/地區 | 馬場 | 距離   | 級別 | 賽事名稱           | 負重 | 騎師     | 馬號 | 出馬 | 名次 | 時間   | 頭馬（二馬）       |
| ---------- | ------------- | ---- | ------ | ---- | ------------------ | ---- | -------- | ---- | ---- | ---- | ------ | ------------------ |
| 17/10/1998 | 日本          | 京都 | 草1400 |      | 3歲新馬            | 54   | 南井克巳 | 1    | 9    | 3    | 1:26.9 | Fornalina          |
| 1/11/1998  | 日本          | 京都 | 草1600 |      | 3歲新馬            | 53   | 羅拔時   | 9    | 12   | 1    | 1:36.1 | （Tai Crusher）    |
| 29/11/1998 | 日本          | 東京 | 草1800 | GIII | 東京體育盃兩歲錦標 | 54   | 南井克巳 | 4    | 10   | 1    | 1:49.5 | （Big Viking）     |
| 13/12/1998 | 日本          | 中山 | 草1600 | GI   | 朝日盃三歲錦標     | 54   | 羅拔時   | 8    | 14   | 1    | 1:35.3 | （Eishin Cameron） |
| 9/7/2000   | 日本          | 函館 | 草1800 | OP   | UHB盃              | 57   | 橫山典弘 | 2    | 10   | 4    | 1:49.7 | 大和巨龍           |
| 23/7/2000  | 日本          | 函館 | 草2000 | GIII | 函館紀念           | 56   | 横山典弘 | 16   | 16   | 6    | 2:03.1 | Craftsmanship      |
| 20/8/2000  | 日本          | 札幌 | 草2000 | GII  | 札幌紀念           | 56   | 後藤浩輝 | 14   | 14   | 11   | 2:01.0 | 大和巨龍           |
| 21/10/2000 | 日本          | 東京 | 草1600 | GIII | 富士錦標           | 56   | 後藤浩輝 | 11   | 16   | 8    | 1:34.5 | 大和巨龍           |
| 25/11/2000 | 日本          | 京都 | 草1800 | GIII | 京阪盃             | 56   | 芹澤純一 | 12   | 18   | 8    | 1:45.8 | 城天勇士           |
| 9/12/2000  | 日本          | 阪神 | 泥1400 | GIII | 天狼星錦標         | 56   | 上村洋行 | 8    | 16   | 11   | 1:24.4 | Meiner Brian       |
| 25/2/2001  | 日本          | 阪神 | 草1200 | GII  | 阪急盃             | 57   | 上村洋行 | 6    | 14   | 3    | 1:09.0 | 大德大和           |
| 1/4/2001   | 日本          | 中山 | 草1600 | GIII | 打吡公爵挑戰盃     | 57   | 上村洋行 | 9    | 14   | 6    | 1:36.1 | Checkmate          |
| 22/4/2001  | 日本          | 福島 | 草1200 | OP   | 福島民報盃         | 57   | 上村洋行 | 8    | 16   | 2    | 1:09.8 | Ramjet City        |
| 6/5/2001   | 日本          | 京都 | 泥1200 | OP   | 栗東錦標           | 57   | 上村洋行 | 8    | 12   | 7    | 1:11.5 | Gold Maker         |
| 10/6/2001  | 日本          | 函館 | 草1200 | OP   | UHB盃              | 55   | 上村洋行 | 9    | 11   | 7    | 1:10.5 | 大樹寶藏           |
| 1/7/2001   | 日本          | 函館 | 草1200 | GIII | 函館短途錦標       | 56   | 上村洋行 | 6    | 14   | 12   | 1:12.0 | 目白情人           |
| 27/1/2002  | 日本          | 東京 | 草1600 | GIII | 東京新聞盃         | 55   | 後藤浩輝 | 9    | 12   | 1    | 1:37.7 | （Divine Light）   |
| 24/2/2002  | 日本          | 阪神 | 草1200 | GIII | 阪急盃             | 57   | 後藤浩輝 | 3    | 16   | 1    | 1:07.9 | （Dantsu Cast）    |
| 24/3/2002  | 日本          | 中京 | 草1200 | GI   | 高松宮紀念         | 57   | 後藤浩輝 | 9    | 18   | 2    | 1:09.0 | 湘南之戰           |
| 2/6/2002   | 日本          | 東京 | 草1600 | GI   | 安田紀念           | 58   | 後藤浩輝 | 18   | 18   | 1    | 1:33.3 | （烈焰快駒）       |
| 29/9/2002  | 日本          | 新潟 | 草1200 | GI   | 短途馬錦標         | 57   | 後藤浩輝 | 9    | 11   | 2    | 1:07.8 | 信念               |
| 17/11/2002 | 日本          | 京都 | 草1600 | GI   | 一哩冠軍賽         | 57   | 後藤浩輝 | 12   | 18   | 7    | 1:33.1 | 東海角             |
| 15/12/2002 | 香港          | 沙田 | 草1600 | GI   | 香港一哩錦標       | 57   | 武豐     | 3    | 12   | 4    | 1:35.1 | 奧運精神           |

a 由2001年開始，日本跟隨國際馬齡顯示標準，以實歲標記馬匹

## 退役後
退役後，喜高善成爲了配種馬，於北海道早來町（今安平町）社台Stallion Station休養，在2003年進行配種，首批子嗣於2004年出生。首批子嗣可於2006年出賽。9月3日，真弓快車在小倉兩歲錦標取勝，成爲首匹勝出分級賽的子嗣。2007年9月30日，真弓快車於短途馬錦標取勝，成爲首匹勝出一級賽的子嗣。
2015年於配種季過後因生殖能力低下而由配種馬退役，以功勞馬身份於北海道日高町皇冠日高牧場休養，但於2016及2017年仍然有少量配種紀錄。
2017年6月6日，其於牧場內因大動脈破裂死亡，享年21歲。

### 主要子嗣

#### 一級賽優勝子嗣
2004年生
- 真弓快車（小倉兩歲錦標、夢幻錦標、雌馬賽、短途馬錦標）

2008年生
- 瑞草祥龍（短途馬錦標）

#### 分級賽優勝子嗣
2006年生
- Metro North（北海道兩歲優駿）

2007年生
- 神通鼎盛（阪急盃、兩次CBC賞）

## 血統簡介
父系高善爲美國賽駒，生涯戰績優秀，曾勝出一級賽育馬者盃一哩大賽。祖父Caro爲愛爾蘭生產的法國賽駒，生涯戰績優秀，曾勝出法國二千堅尼及伊斯巴翰錦標等賽事。
母系Admire McArdy爲日本馬匹，生涯無出賽紀錄。外祖父北方風味爲加拿大賽駒，於當地有不俗的戰績，退役後被社台集團引進日本作爲配種馬使用，於週日寧靜引入前一度爲日本最成功的種馬，於與當時象徵牧場的巴索隆齊名。

### 血統表
| 父線：Fortino系（Grey Sovereign系）           |                                |               |               |
| 種馬 高善 1980年（灰色）                      | Caro 1967年（灰色）            | Fortino       | Grey Soverign |
| 種馬 高善 1980年（灰色）                      | Caro 1967年（灰色）            | Fortino       | Ranavalo      |
| 種馬 高善 1980年（灰色）                      | Caro 1967年（灰色）            | Chambord      | Chamossaire   |
| 種馬 高善 1980年（灰色）                      | Caro 1967年（灰色）            | Chambord      | Life Hill     |
| 種馬 高善 1980年（灰色）                      | Ride the Trails 1971年（棗色） | Prince John   | Princequillo  |
| 種馬 高善 1980年（灰色）                      | Ride the Trails 1971年（棗色） | Prince John   | Not Afraid    |
| 種馬 高善 1980年（灰色）                      | Ride the Trails 1971年（棗色） | Wildwook      | Sir Gaylord   |
| 種馬 高善 1980年（灰色）                      | Ride the Trails 1971年（棗色） | Wildwook      | Blue Canoe    |
| 繁殖雌馬 Admire McArdy 1991年（栗色）         | 北方風味 1971年（栗色）        | 北地舞人      | 新北區        |
| 繁殖雌馬 Admire McArdy 1991年（栗色）         | 北方風味 1971年（栗色）        | 北地舞人      | Natalma       |
| 繁殖雌馬 Admire McArdy 1991年（栗色）         | 北方風味 1971年（栗色）        | Lady Victoria | Victoria Park |
| 繁殖雌馬 Admire McArdy 1991年（栗色）         | 北方風味 1971年（栗色）        | Lady Victoria | Lady Angela   |
| 繁殖雌馬 Admire McArdy 1991年（栗色）         | Mrs McArdy 1974年（棕色）      | Tribal Chief  | Princely Gift |
| 繁殖雌馬 Admire McArdy 1991年（栗色）         | Mrs McArdy 1974年（棕色）      | Tribal Chief  | Mwanza        |
| 繁殖雌馬 Admire McArdy 1991年（栗色）         | Mrs McArdy 1974年（棕色）      | Hinina        | Darling Boy   |
| 繁殖雌馬 Admire McArdy 1991年（栗色）         | Mrs McArdy 1974年（棕色）      | Hinina        | Blue Sash     |
| 雌系：號族：14-b                              |                                |               |               |
| 五代內近親交配：Lady Angela 5×4、Nasrullah5×5 |                                |               |               |

## 命名由來
名字中，Admire（アドマイヤ）是馬主近藤利一的冠名，帶有仰慕、讚賞、尊重等意思，Cozzene（コジーン）則繼承自父系高善的名字。

## 外部連結
- 喜高善 netkeiba.com （页面存档备份，存于）
- 血統表 （页面存档备份，存于）